# Tucunduva
Tucunduva är en kommun i Brasilien.   Den ligger i delstaten Rio Grande do Sul, i den södra delen av landet, 1 500 km sydväst om huvudstaden Brasília. Antalet invånare är 5 901.
Trakten runt Tucunduva består till största delen av jordbruksmark. Runt Tucunduva är det ganska tätbefolkat, med 83 invånare per kvadratkilometer.